# Pointless (Lewis Capaldi)
Pointless is een nummer van de Schotse singer-songwriter Lewis Capaldi uit 2022. Het is de tweede single van zijn tweede studioalbum Broken by Desire to Be Heavenly Sent.

## Achtergrondinformatie
"Pointless" is een ballad die volgens Capaldi gaat over verliefd zijn. Dit in tegenstelling tot Capaldi's eerdere ballads, die juist over stukgelopen relaties gaan. Het nummer was oorspronkelijk een onafgemaakte track waar Ed Sheeran samen met de schrijvers Johnny McDaid en Steve Mac aan werkte. Toen Capaldi het nummer hoorde, zette hij het meer naar zijn hand en schreef hij het refrein. Gezien de liefdevolle tekst, hoopt Capaldi dat de plaat op bruiloften gedraaid wordt.
Het nummer werd een grote hit op de Britse eilanden en bereikte de nummer 1-positie in het Verenigd Koninkrijk. Ook elders in Europa sloeg het nummer aan. In het Nederlandse taalgebied werd de plaat een bescheiden succes; met een 20e positie in de Nederlandse Top 40, en een 34e positie in de Vlaamse Ultratop 50.

## Tracklijst
- Muziekdownload

1. "Pointless" - 3:48